# Висш съд на Бразилия
Висшият съд (на португалски: Superior Tribunal de Justiça, STJ, буквално Висш съд на правосъдието) е една от двете върховни съдебни инстанции в Бразилия. Той е най-високата апелативна инстанция за дела от неконституционен характер. Основната задача на Висшия съд е да осигурява еднакво тълкуване и прилагане на федералното законодателство.

## Състав
Висшят съд се състои от най-малко 33-ма съдии, наричани „министри“, на възраст между 35 и 65 години, които се назначават от президента на Бразилия след одобрението на кандидатурите им от Федералния сенат. Според конституцията на страната една трета от състава на съда се назначава измежду съдии от регионалните федерални съдилища, а една трета – измежду съдии от апелативните щатски съдилища, като списъкът с кандидати се изготвя от самия съд. Останалата една трета от членовете на Висшия съд се назначава на равни части измежду адвокати и членове на Федералната прокуратура, членове на щатските прокуратури и Прокуратурата на Федералния окръг.

## Производства като първа инстанция
Като първа инстанция Висшият съд:
- се произнася с решения по дела за общи престъпления срещу губернаторите на щатите и Федералния окръг, както и по дела за обвинения в общи престъпления или престъпления по служба, повдигнати срещу съдиите от апелативните щатски съдилища, срещу тези от Федералния окръг, срещу съдиите от регионалните федерални съдилища, срещу членове на регионалните трудови и електорални съдилища, срещу членовете на сметните палати на щатите, на Федералния окръг или общините, и срещу прокурорите от Прокуратурата на Съюза, които апелират пред съдилищата;
- се произнася с актове habeas corpus, когато страната, заповядала задържане, или жалбоподателят е лице – член на съдебните институции, споменати по-горе, или съд, намиращ се под неговата юрисдикция, или държавен министър, или командир на сухопътните, на военноморските или на военновъздушните сили;
- упражнява контрол за законосъобразност на актовете на държавните министри, срещу които може да се произнася с мандат за защита и акт habeas data;
- прави криминален преглед и предприема действия за преразглеждане на собствени решения;
- решава спорове за компетенция между административни и съдебни институции на федерално и щатско равнище;
- произнася се с мандат за разпореждане, когато приемането на даден нормативен акт е отговорност на федерален орган, с изключение на случаите, които попадат в юрисдикцията на Върховния федерален съд, на специализираните или общите федерални съдилища;
- потвърждава (прави хомологация) на присъди, произнесени от чуждестранни съдилища, и дава разрешение за изпълнение на рогаторни молби (молба на съд до чуждестранна съдебна институция, с която се иска съдействие);

## Апелативни дела
Висшият съд на Бразилия е върховна апелативна инстанция, пред която могат да се обжалват решения на второинстанционните федерални съдилища и апелативните щатски съдилища. Пред Висшия съд обаче не мога да се обжалват онези техни решения, които засягат въпроси, по които тези инстанции имат последна и окончателна дума съгласно конституцията и законите на страната.
Пред Висшия съд се обжалват:
- актовете habeas corpus на регионалните федерални съдилища, на апелативните щатски съдилища, на съдилищата на Федералния окръг и териториите, в случай че обжалваният акт е свързан с отказ на издалата го съдебна инстанция;
- мандати за защита на регионалните федерални съдилища, на апелативните щатски съдилища, на съдилищата на Федералния окръг и териториите, в случай че обжалваният акт е свързан с отказ на издалата го съдебна инстанция;
- решения по дела, по които страни са други държави, от една страна, бразилска община или бразилски гражданин, или лице, живеещо в Бразилия, от друга страна;
- решения на регионални федерални съдилища, на апелативни щатски съдилища, на съдилищата на Федералния окръг и териториите, когато тези решения:
  - противоречат на международен договор или федерален закон или отхвърлят тяхната сила;
  - признават законността на общински акт, който е оспорен в светлината на федералното право;
  - интерпретират федерален закон по начин, който се различава от начина, по който друг съд интерпретира същия закон.

В тясна връзка с Висшия съд на Бразилия функционират:
- Националната школа за обучение и по-нататъшно развитие на съдиите, която има задачата да организира специализирани курсове за повишаване на професионалната квалификация на съдиите;
- Съветът за федерално правосъдие, който упражнява административен и бюджетен контрол върху първо- и второинстанционните органи на федерланото правосъдие в Бразилия.